# Bordeieni, Argeș
Bordeieni este un sat în comuna Godeni din județul Argeș, Muntenia, România.